# 1174

## Narození
- ? – Hedvika Slezská, slezská kněžna, katolická světice († 15. září 1243)
- ? – Marie ze Champagne, hraběnka flanderská a henegavská, latinská císařovna († 9. srpna 1204)
- ? – Petr II. Aragonský, král aragonský a barcelonský hrabě († 12. září 1213)

## Úmrtí
Česko
- 18. ledna – Vladislav II., český kníže (* kolem 1110), který pro sebe a svou zemi zajistil královský titul

Svět
- 15. května – Núr ad-Dín, turecký sultán Damašku, Aleppa a Mosulu (* 1118)
- 11. července – Amaury I., hrabě z Jaffy a Askalonu a jeruzalémský král (* 1136)
- ? – Andrej Bogoljubskij, velkokníže Kyjevské Rusi, Suzdalu a Vladimiru (* 1111)

## Hlavy států
- České knížectví – Vladislav II. / Soběslav II.
- Svatá říše římská – Fridrich I. Barbarossa
- Papež – Alexandr III.
- Anglické království – Jindřich II. Plantagenet
- Francouzské království – Ludvík VII.
- Polské knížectví – Měšek III. Starý
- Uherské království – Béla III. Uherský
- Sicilské království – Vilém II. Dobrý
- Kastilské království – Alfonso VIII. Kastilský
- Kastilské království – Alfons I. Portugalský
- Rakouské vévodství – Jindřich II. Jasomirgott
- Skotské království – Vilém Lev
- Dánské království – Valdemar I. Veliký
- Norské království – Magnus Erlingsson
- Kyjevská Rus – Andrej Bogoljubskij / Michail Vsevolodovič
- Byzantská říše – Manuel I. Komnenos